# Liberté et Patrie
Pour plus de détails, voir Fiche technique et Distribution.
Liberté et Patrie est un court-métrage vidéo suisse réalisé par Jean-Luc Godard et Anne-Marie Miéville en 2002. Le titre est tiré du drapeau du canton de Vaud, d'où est originaire le couple de réalisateurs.

## Synopsis
Réalisé pour l'Exposition nationale suisse de 2002, le film est prétexte à une réflexion sur la représentation. Pour ce faire, Godard et Miéville partent du récit Aimé Pache peintre vaudois de Charles Ferdinand Ramuz.

## Fiche technique
- Titre : Liberté et Patrie
- Réalisation et montage : Jean-Luc Godard et Anne-Marie Miéville
- Scénario et dialogues : Jean-Luc Godard et Anne-Marie Miéville
- Musique : Philippe Val et Ludwig van Beethoven
- Durée : 22 minutes

## Distribution
- Jean-Pierre Gos : Voix du narrateur
- Geneviève Pasquier : Voix du narrateur